# 고흥군의 국회의원

## 행정구역 변천
- 1945년 8월 15일 전라남도 고흥군(13면)
- 1964년 10월 1일 봉래면 내도에 내도출장소가 설치되었다.
- 1966년 12월 1일 점암면 양사리에 양사출장소를 설치하였다.
- 1973년 7월 1일 도양면이 도양읍으로 승격되었다. 도양읍 도덕리에 도덕출장소가 설치되었다.(1읍 12면)
- 1979년 5월 1일 고흥면이 고흥읍으로 승격되었다.(2읍 11면)
- 1983년 2월 15일 도양읍 도덕출장소를 도덕면으로 승격하였다.(2읍 12면)
- 1986년 3월 27일 점암면 양사출장소를 산내면으로 승격하였다.(2읍 13면)
- 1989년 4월 1일 산내면을 영남면으로 개칭하였다.
- 1990년 7월 1일 봉래면 내도출장소를 동일면으로 승격하였다.(2읍 14면)

## 고흥군의 역대 국회의원 일람
| 대수         | 이름           | 소속정당       | 임기                               | 선거구역                                                    |
| ------------ | -------------- | -------------- | ---------------------------------- | ----------------------------------------------------------- |
| 제1대        | 오석주(吳錫柱) | 독촉국민회     | 1948년 5월 31일 - 1950년 5월 30일  | 고흥군 갑: 고흥면 풍양면 도양면 금산면 도화면 포두면        |
| 제1대        | 유성갑(柳聖甲) | 단민당         | 1948년 5월 31일 - 1950년 5월 30일  | 고흥군 을: 봉래면 점암면 과역면 남양면 동강면 대서면 두원면 |
| 제2대        | 박팔봉(朴八峰) | 무소속         | 1950년 5월 31일 - 1954년 5월 30일  | 고흥군 갑: 두원면 고흥면 풍양면 도양면 도화면 금산면        |
| 제2대        | 서민호(徐珉濠) | 무소속         | 1950년 5월 31일 - 1954년 5월 30일  | 고흥군 을: 동강면 대서면 남양면 과역면 점암면 포두면 봉래면 |
| 제3대        | 손문경(孫文璟) | 자유당         | 1954년 5월 31일 - 1958년 5월 30일  | 고흥군 갑: 두원면 고흥면 풍양면 도양면 도화면 금산면        |
| 제3대        | 송경섭(宋璟燮) | 자유당         | 1954년 5월 31일 - 1958년 5월 30일  | 고흥군 을: 동강면 대서면 남양면 과역면 점암면 포두면 봉래면 |
| 제4대        | 손문경(孫文璟) | 자유당         | 1958년 5월 31일 - 1960년 7월 28일  | 고흥군 갑: 두원면 고흥면 풍양면 도양면 도화면 금산면        |
| 제4대        | 박철웅(朴哲雄) | 자유당         | 1958년 5월 31일 - 1960년 7월 28일  | 고흥군 을: 동강면 대서면 남양면 과역면 점암면 포두면 봉래면 |
| 제5대 민의원 | 박형근(朴亨根) | 민주당         | 1960년 7월 29일 - 1961년 5월 16일  | 고흥군 갑: 두원면 고흥면 풍양면 도양면 도화면 금산면        |
| 제5대 민의원 | 서민호(徐珉濠) | 민주당         | 1960년 7월 29일 - 1961년 5월 16일  | 고흥군 을: 동강면 대서면 남양면 과역면 점암면 포두면 봉래면 |
| 제6대        | 신형식(申泂植) | 민주공화당     | 1963년 12월 17일 - 1967년 6월 30일 | 고흥군 일원(제9선거구)                                      |
| 제7대        | 서민호(徐珉濠) | 대중당         | 1967년 7월 1일 - 1971년 6월 30일   | 고흥군 일원(제9선거구)                                      |
| 제8대        | 신형식(申泂植) | 민주공화당     | 1971년 7월 1일 - 1972년 10월 17일  | 고흥군 일원(제10선거구)                                     |
| 제9대        | 신형식(申泂植) | 민주공화당     | 1973년 3월 12일 - 1979년 3월 11일  | 고흥군·보성군 일원(제7선거구)                               |
| 제9대        | 이중재(李重載) | 신민당         | 1973년 3월 12일 - 1979년 3월 11일  | 고흥군·보성군 일원(제7선거구)                               |
| 제10대       | 신형식(申洞植) | 민주공화당     | 1979년 3월 12일 - 1980년 8월 27일  | 고흥군·보성군 일원(제7선거구)                               |
| 제10대       | 김수(金守)     | 무소속         | 1979년 3월 12일 - 1980년 10월 27일 | 고흥군·보성군 일원(제7선거구)                               |
| 제11대       | 이대순(李大淳) | 민주정의당     | 1981년 4월 11일 - 1985년 4월 10일  | 고흥군·보성군 일원(제8선거구)                               |
| 제11대       | 유준상(柳晙相) | 민주한국당     | 1981년 4월 11일 - 1985년 4월 10일  | 고흥군·보성군 일원(제8선거구)                               |
| 제12대       | 이대순(李大淳) | 민주정의당     | 1985년 4월 11일 - 1988년 5월 29일  | 고흥군·보성군 일원(제8선거구)                               |
| 제12대       | 유준상(柳晙相) | 민주한국당     | 1985년 4월 11일 - 1988년 5월 29일  | 고흥군·보성군 일원(제8선거구)                               |
| 제13대       | 박상천(朴相千) | 평화민주당     | 1988년 5월 30일 - 1992년 5월 29일  | 고흥군 일원                                                 |
| 제14대       | 박상천(朴相千) | 민주당         | 1992년 5월 30일 - 1996년 5월 29일  | 고흥군 일원                                                 |
| 제15대       | 박상천(朴相千) | 새정치국민회의 | 1996년 5월 30일 - 2000년 5월 29일  | 고흥군 일원                                                 |
| 제16대       | 박상천(朴相千) | 새천년민주당   | 2000년 5월 30일 - 2004년 5월 29일  | 고흥군 일원                                                 |
| 제17대       | 신중식(申仲植) | 열린우리당     | 2004년 5월 30일 - 2008년 5월 29일  | 고흥군·보성군 일원                                          |
| 제18대       | 박상천(朴相千) | 통합민주당     | 2008년 5월 30일 - 2012년 5월 29일  | 고흥군·보성군 일원                                          |
| 제19대       | 김승남(金承南) | 민주통합당     | 2012년 5월 30일 - 2016년 5월 29일  | 고흥군·보성군 일원                                          |
| 제20대       | 황주홍(黃柱洪) | 국민의당       | 2016년 5월 30일 -                  | 고흥군·보성군·장흥군·강진군 일원                            |
| 제21대       | 김승남(金承南) | 더불어민주당   | 2020년 5월 30일 - 2024년 5월 29일  | 고흥군·보성군·장흥군·강진군 일원                            |
| 제22대       | 문금주(文今柱) | 더불어민주당   | 2024년 5월 30일 -                  | 고흥군·보성군·장흥군·강진군 일원                            |

## 같이 보기
- 보성군의 국회의원
- 장흥군의 국회의원
- 강진군의 국회의원
- 고흥군 (1988년 선거구)
- 고흥군·보성군
- 고흥군·보성군·장흥군·강진군